# Brad Wanamaker
Bradley Daniel „Brad“ Wanamaker junior (* 25. Juli 1989 in Philadelphia, Pennsylvania) ist ein US-amerikanischer Basketballspieler. Nach dem Studium in seinem Heimatland spielte in der NBA Development League, wo er mit den Austin Toros 2012 den Titel gewann, dann in Europa. Nach Stationen in Italien und Frankreich gewann Wanamaker mit Brose Bamberg zwei Meisterschaften in Deutschland und wurde je einmal als Saison-MVP und Finals-MVP der Basketball-Bundesliga ausgezeichnet. Nach je einem Jahr im Trikot von Darüşşafaka SK Istanbul und Fenerbahçe wechselte er in sein Heimatland in die NBA.

## Karriere
Nach dem Schulabschluss in seiner Heimatstadt erhielt Wanamaker 2007 einen Studienplatz an der University of Pittsburgh, wo er für die Hochschulmannschaft Panthers zusammen mit dem späteren NBA-Profi DeJuan Blair in der damaligen Big East Conference der NCAA spielte. In seinem ersten Jahr als Freshman gewannen die Panthers 2008 in einer Neuauflage des Vorjahresfinales gegen die Hoyas der Georgetown University das Meisterschaftsturnier der Big East und konnten sich für die Finalniederlage im Jahr zuvor revanchieren. Beim landesweiten NCAA-Endrundenturnier schieden die Panthers dann jedoch bereits in der zweiten Runde aus. In Wanamakers Sophomore-Jahr erreichte man das Viertelfinale der Elite Eight, das jedoch mit zwei Punkten Unterschied gegen die Wildcats der Villanova University um die späteren Bundesliga-Spieler Dwayne Anderson und Reggie Redding verloren ging. In den folgenden beiden Endrunden kam man wiederum nicht über die zweite Runde hinaus und verlor 2011 gegen den späteren Finalisten Bulldogs der Butler University, in deren Reihen unter anderem der spätere Bundesliga-Spieler Matt Howard stand. Wanamaker erzielte in 134 Spielen in der NCAA 1.093 Punkte und 454 Assists für die Panthers.
Nachdem Wanamaker in der NBA-Draft 2011 von keinem Klub der am höchsten dotierten Profiliga NBA ausgewählt worden war, unterschrieb er einen ersten befristeten Vertrag beim italienischen Verein Banca Tercas aus Teramo in den Abruzzen. Hier absolvierte er die ersten sieben Saisonspiele in der höchsten Spielklasse Lega Basket Serie A. Anfang Dezember 2011 trennte man sich und Wanamaker bekam nach dem Ende des Lockouts der NBA einen Vertrag bei den Atlanta Hawks, der jedoch bereits nach 14 Tagen wieder beendet wurde, ohne dass Wanamaker einen Einsatz in der NBA absolviert hatte. Zu Beginn des Jahres 2012 war Wanamaker dann erneut in Italien für Fulgor Libertas aus Forlì in der damaligen zweiten Spielklasse Legadue aktiv, bevor er im Februar 2012 wiederum in sein Heimatland zurückging und in der NBA Development League (D-League) für das Farmteam Toros aus Austin (Texas) die Saison zu Ende spielte. Zusammen mit unter anderem dem D-League-MVP Justin Dentmon konnte Wanamaker die Meisterschaft dieser Liga gewinnen. Nach der NBA Summer League 2012 erneut mit den Atlanta Hawks unterschrieb Wanamaker für die Saison 2012/13 einen Vertrag beim Traditionsverein und Erstliga-Rückkehrer Cercle Saint-Pierre aus Limoges in Frankreich. In der LNB Pro A erreichte Limoges diesmal auf dem 13. Platz den Klassenerhalt, nachdem man zwei Jahre zuvor nach dem Wiederaufstieg postwendend wieder abgestiegen war.
Für die Saison 2013/14 bekam Wanamaker wieder einen Vertrag in Italien, wo er für Erstliga-Aufsteiger Giorgio Tesi Basket aus Pistoia aktiv wurde. Dieser erreichte auf Anhieb den achten Platz und den Einzug in die Play-offs um den Titelgewinn, in denen man sich in der ersten Runde erst nach großem Kampf dem Hauptrundenersten und späteren Titelgewinner Olimpia Armani Mailand in fünf Spielen beugte. Im Juli 2014 unterschrieb Wanamaker einen Vertrag beim deutschen Erstligisten Brose Baskets Bamberg für die Basketball-Bundesliga 2014/15. Er wurde mit den Bambergern 2015 und 2016 deutscher Meister und wurde individuell als einer der herausragenden Spieler der Liga je einmal als BBL Finals MVP 2015 und als BBL-MVP der Saison-Hauptrunde 2016 ausgezeichnet. Auch international konnte Wanamaker mit der Bamberger Mannschaft Erfolge feiern. So gewann der mehrfache deutsche Meister mit Wanamaker sein erstes Spiel in der Zwischenrunde der 16 besten Mannschaften des höchstrangigen europäischen Vereinswettbewerbs EuroLeague und scheiterte in der EuroLeague 2015/16 nur sehr knapp am letzten Spieltag am Einzug in die Viertelfinal-Play-offs. Wanamaker selbst wurde auf Basis seines individuellen Effektivitätswertes zum MVP des elften Spieltags der Euroleague-Zwischenrunde ernannt.
Im Sommer 2016 nutzte er eine Vertragsausstiegsklausel, um Bamberg zu verlassen und zum türkischen Verein Darüşşafaka SK Istanbul zu wechseln. Mit Daçka spielte Wanamaker neben der TBL auch in der EuroLeague 2016/17, in der man die Playoffs als Achter erreichte. In der Best-of-Five-Serie gegen Real Madrid schied man nach vier Spielen aus.
Im Sommer 2017 unterschrieb Wanamaker einen Einjahresvertrag beim türkischen EuroLeague-Meister Fenerbahçe. Er wurde mit den Istanbulern 2018 türkischer Meister. In der Hauptrunde hatte Wanamaker 10,4 Punkte je Begegnung und in den acht Spielen der Meisterrunde 15,6 Punkte pro Einsatz erzielt. Er wurde als bester Spieler der Finalserie ausgezeichnet.
Im Sommer 2018 wurde Wanamaker in seinem Heimatland von den Boston Celtics (NBA) unter Vertrag genommen. Er blieb zwei Jahre bei der Mannschaft, sein besseres Spieljahr der beiden war 2019/20, als er 6,9 Punkte und 2,5 Vorlagen je Begegnung erzielte. Mit einer Trefferquote beim Freiwurf von 92,6 Prozent lag er NBA-weit an der Spitze. Im November 2020 statteten ihn die Golden State Warriors mit einem Vertrag aus. Im März 2021 kam er zu den Charlotte Hornets.
Von Anfang Oktober bis Ende Dezember 2021 stand Wanamaker erst bei den Indiana Pacers unter Vertrag, wirkte in 22 Spielen mit. Wenige Tage nach seinem Ausscheiden aus Indianas Aufgebot wurde er von den Washington Wizards mit einem für zehn Tage geltenden Vertrag ausgestattet.

## Erfolge und Auszeichnungen
- Deutscher Meister mit Brose Baskets: Saison 2014/15, Saison 2015/16
- BBL All-First-Team: Saison 2014/15, 2015/16
- BBL All-Star Game MVP: 2015
- BBL Finals MVP: 2015
- Most Valuable Player der BBL: 2016
- BBL Best Offensive Player: 2016
- Türkischer Meister: 2018 (bester Spieler der Finalserie)

## Karriere-Statistiken

### NBA

#### Reguläre Saison
| Saison  | Team   | GP  | GS | MPG  | FG % | 3P % | FT % | RPG | APG | SPG | BPG | PPG |
| ------- | ------ | --- | -- | ---- | ---- | ---- | ---- | --- | --- | --- | --- | --- |
| 2018–19 | Boston | 36  | 0  | 9.5  | .476 | .410 | .857 | 1.1 | 1.6 | 0.3 | 0.1 | 3.9 |
| 2019–20 | Boston | 71  | 1  | 19.3 | .448 | .363 | .926 | 2.0 | 2.5 | 0.9 | 0.2 | 6.9 |
| Gesamt  | Gesamt | 107 | 1  | 16.0 | .454 | .376 | .915 | 1.7 | 2.2 | 0.7 | 0.1 | 5.9 |

#### Play-offs
| Saison  | Team   | GP | GS | MPG  | FG % | 3P %  | FT % | RPG | APG | SPG | BPG | PPG |
| ------- | ------ | -- | -- | ---- | ---- | ----- | ---- | --- | --- | --- | --- | --- |
| 2018–19 | Boston | 4  | 0  | 4.3  | .429 | 1.000 | .750 | 0.3 | 0.8 | 0.3 | 0.0 | 2.5 |
| 2019–20 | Boston | 17 | 0  | 16.1 | .483 | .444  | .875 | 2.0 | 1.8 | 0.7 | 0.2 | 4.9 |
| Gesamt  | Gesamt | 21 | 0  | 13.8 | .478 | .464  | .850 | 1.7 | 1.6 | 0.6 | 0.2 | 4.5 |